# إيرل جودوين
إيرل جودوين (بالإنجليزية: Earl Godwin)‏ هو صحفي أمريكي، ولد في 1881 في واشنطن العاصمة في الولايات المتحدة، وتوفي في 24 سبتمبر 1956 في ريهوبوث بيتش في الولايات المتحدة.